# The Souvenir: Part II
The Souvenir: Part II è un film del 2021 scritto e diretto da Joanna Hogg, seguito di The Souvenir (2019).

## Trama
Non ancora ripresasi dalla morte di Anthony e di quello che la loro tormentata relazione ha significato per lei, Julie cerca di continuare la propria vita e carriera scolastica.

## Produzione
Già da prima dell'uscita del primo film, Robert Pattinson era stato scritturato per interpretare una parte importante scritta appositamente per lui, ma ha finito per lasciare il film a causa della sovrapposizione delle riprese con quelle di Tenet. Hogg ha quindi riscritto la sceneggiatura, separando il suo ruolo in due personaggi diversi, interpretati da Charlie Heaton ed Harris Dickinson.

## Riconoscimenti
- 2021 - Festival di Cannes
  - Palm Dog ai cani Rose, Dora e Snowbear
- 2021 - British Independent Film Awards[3]
  - Miglior montaggio a Helle le Fevre
  - Miglior scenografia a Stéphane Collonge
  - Migliori costumi a Grace Snell
  - Candidatura per il miglior film indipendente britannico
  - Candidatura per il miglior regista a Joanna Hogg
  - Candidatura per il miglior attore non protagonista a Richard Ayoade
  - Candidatura per la miglior attrice non protagonista a Tilda Swinton
  - Candidatura per la miglior sceneggiatura a Joanna Hogg
  - Candidatura per il miglior trucco e acconciature a Siobhán Harper-Ryan
- 2021 - National Board of Review Awards[4]
  - Migliori dieci film indipendenti
- 2021 - Gotham Independent Film Awards[5]
  - Candidatura per il miglior film internazionale
- 2022 - London Critics Circle Film Awards[6]
  - Miglior film britannico/irlandese
  - Candidatura per il miglior film
  - Candidatura per la miglior regista a Joanna Hogg
  - Candidatura per la migliore attore non protagonista a Richard Ayoade